# 莫妮莎·卡尔滕伯恩
莫妮莎·卡尔滕伯恩（原姓：纳兰（Narang），1971年5月10日—）是一名印度裔奥地利籍商人、律师。她是一级方程式历史上首位女性车队领队，她自2012年起担任索伯车队的领队，直到2017年6月车队被收购后，她被解聘；此外她还在2010至2017年担任索伯集团的首席执行官。

## 生平
1971年5月10日，莫妮莎出生在印度的台拉登，在她孩童时期，家里人带她移居至奥地利，她在之后获得了奥地利国籍。1990年至1995年，她在维也纳大学学习法律本科，然后在伦敦经济学院进修；1996年她在伦敦大学获得国际商业法律硕士学位。尚在维也纳学习的时候，莫妮莎就曾在联合国工业发展组织和联合国国际贸易法委员会兼职，在毕业后，她进入多家法律公司任职，她第一份工作是斯图加特的格莱斯卢茨，之后她回到维也纳加入Wolf & Theis，然后她在1998年加入了列支敦士登商人弗里茨·凯撒的集团任职。
当时弗里茨·凯撒和车队创始人彼得·索伯与奥地利富商迪特里希·马特希茨一起作为一级方程式中的索伯车队共同持有人。莫妮莎被安排到这支瑞士车队负责运营和法律问题。2000年时，弗里茨出售掉了他在车队的股份，但莫妮莎留在了车队并担任了车队的法律部门负责人。2001年，她加入了车队的董事会，成为董事会成员。2010年初，随着车队前合作伙伴宝马宣布退出F1赛事，索伯车队再次回归独立运营，而莫妮莎被指认为索尼集团的首席执行官。她也加入了由米歇尔·穆顿负责的国际汽联女性动力运动委员会。2012年5月，车队创始人彼得·索伯将车队的1/3股权交给了莫妮莎，使她成为了车队的共同所有人。同年10月，彼得·索伯宣布从车队的第一线管理岗位上退休，他将自己的位置交给了莫妮莎，她成为了一级方程式历史上第一名女性车队领队。
在她治下，索伯车队一路走低，在V8发动机规则的最后一年，2013年赛季车队换用了新的车手组合，原车队后备及测试车手埃斯特班·古铁雷斯上位，并搭档新加入车队的德国人尼克·霍肯伯格。德国人本赛季为车队独揽了57个积分中的51个；但车队整体积分不如2012年的126个积分的一半。在V6涡轮发动机规则开始执行的2014年赛季，车队以全年0分完赛，和卡特汉姆车队一同垫底。2015年车队启用了巴西新人费利佩·纳赛尔和二年级生马库斯·埃里克松，为车队带来了赛季36个积分，但势头在次年再次被停止，全年仅获得2个积分。
2017年6月22日，索伯车队被瑞士金融公司Longbow Finance SA收购，同一时间也确认了莫妮莎将从索伯集团的职位离开，并立即生效。
2018年2月，莫妮莎再次重返赛车围场，她与合伙人共同成立了KDC车队。出赛意大利的四级方程式锦标赛和德国ADAC四级方程式赛事。但车队于同年破产。

## 个人生活
莫妮莎在斯图加特工作时遇到了Jens Kaltenborn，他们在莫妮莎的家乡台拉登完婚。两人育有两名子女。他们居住在瑞士的屈斯纳赫特，那里临近索伯的工厂。